# Кубяково (Учалинський район)
Кубя́ково (рос. Кубяково, башк. Көбәк) — присілок у складі Учалинського району Башкортостану, Росія. Входить до складу Кунакбаєвської сільської ради.
До 17 грудня 2004 року присілок підпорядковувався Імангуловській сільраді.
Населення — 12 осіб (2010; 6 в 2002).
Національний склад:
- башкири — 100%